# 圣迪迪耶多西亚
圣迪迪耶多西亚（法語：Saint-Didier-d'Aussiat，法語發音：[sɛ̃ didje dosja]）是法国东部安省的一个市镇，属于布雷斯地区布尔格区。

## 地理
圣迪迪耶多西亚（46°18'23"N, 5°3'39"E）面积15.22 平方千米，位于法国奥弗涅-罗讷-阿尔卑斯大区安省，该省份为法国东部省份，北起汝拉省，西北接索恩-卢瓦尔省，西接罗讷省和里昂大都会，南至伊泽尔省，东与萨瓦省、上萨瓦省和瑞士接壤。
与圣迪迪耶多西亚接壤的市镇（或旧市镇、城区）包括：孔弗朗松、屈尔塔丰、马尔索纳、布雷斯地区蒙勒韦勒、芒通河畔圣热尼、圣马丹勒沙泰勒、圣叙尔皮斯、巴热-多马坦。

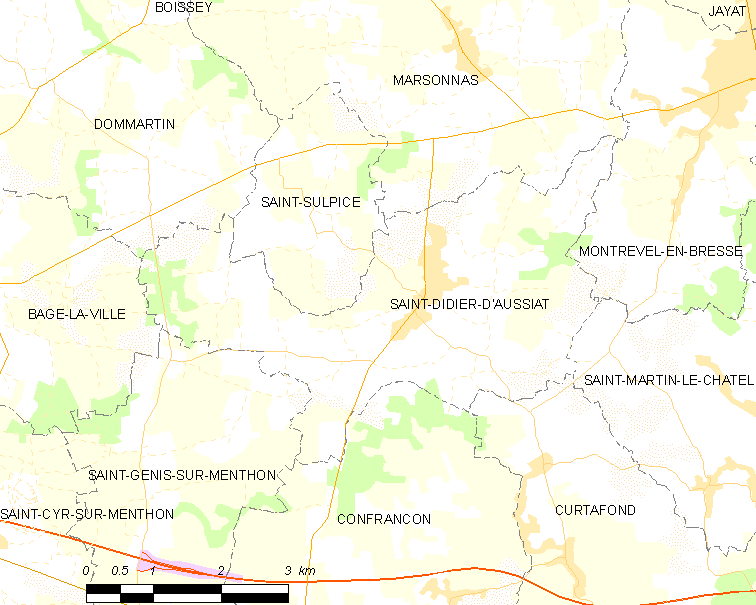
圣迪迪耶多西亚的OSM定位图

圣迪迪耶多西亚的时区为UTC+01:00、UTC+02:00（夏令时）。

## 行政
圣迪迪耶多西亚的邮政编码为01340，INSEE市镇编码为01346。

## 政治
圣迪迪耶多西亚所属的省级选区为阿蒂尼亚县。

## 人口

1962-2008年间圣迪迪耶多西亚人口变化图示

圣迪迪耶多西亚于2022年1月1日时的人口数量为845人。